# 佐藤達玄
佐藤 達玄（さとう たつげん、1924年 - ）は、日本の仏教学者、禅僧。駒澤大学名誉教授。曹洞宗圓通寺東堂。

## 来歴
愛知県生まれ。駒澤大学大学院博士課程修了。同大学教授。1978年博士論文「中国仏教における戒律の研究」で博士号（文学、駒澤大学）取得。のち名誉教授。曹洞宗圓通寺東堂。

## 主な著書
- 『新国訳大蔵経13 律部7 四分律比丘戒本 四分比丘尼戒本』大蔵出版、2008年
- 『凝然 律宗綱要』訳著、大蔵出版、1994年
- 『中国仏教における戒律の研究』木耳社、1986年
- 『道元はなにを説いたか：佐藤達玄集』昭和仏教全集・教育新潮社、1965年など[3][4]。

- 著書一覧 | 国立国会図書館

### 論文
- CiNii>佐藤 達玄
- INBUDS>佐藤 達玄